# Kim Tae-hwan (Fußballspieler, 1989)
Kim Tae-hwan (koreanisch 김태환; * 24. Juli 1989 in Gwangju) ist ein südkoreanischer Fußballspieler.

## Karriere

### Klub
Über mehrere Schulmannschaften sowie die der Universität Ulsan begann seine Karriere. Von dort wechselte er Anfang 2010 zum FC Seoul, welchem er über die nächsten drei Jahre angehörte. Mit diesen gewann er zwei Mal die Meisterschaft sowie dazu noch einmal den Ligapokal. Zur Saison 2013 schloss er sich danach dem Seongnam FC, wo er nun für zwei weitere Spielzeiten aktiv war und auch erstmals den nationalen Pokal mit einer Mannschaft gewann. Seit der Spielzeit 2015 steht er nun im Kader von Ulsan Hyundai. Von diesen wurde er von der Saison 2017 bis Ende September 2018 an Sangju Sangmu verliehen. Mit Ulsan sammelte er bis heute einmal eine weitere Meisterschaft und einen Gewinner der AFC Champions League.

### Nationalmannschaft
Mit der U23-Nationalmannschaft nahm er von Juni 2011 bis März 2012 an mehreren Partien der Qualifikation für das Fußball-Turnier der Olympischen Spiele 2012 teil. Nach der erfolgreichen Qualifikation gehörte er aber danach nicht mehr zum Kader bei dem olympischen Turnier.
Seinen ersten bekannten Einsatz für die südkoreanische Nationalmannschaft hatte er am 25. Januar 2014 bei einem 1:0-Freundschaftsspielsieg über Costa Rica, wo er zur 65. Minute für Ko Yo-Han eingewechselt wurde. Nach zwei weiteren Freundschaftsspielen kam er dann aber gar nicht mehr zum Einsatz.
Erst im Januar und Februar 2018 kam er dann wieder in zwei Freundschaftsspielen zum Einsatz. Ende 2019 gehörte er dann auch zum Kader der Mannschaft bei der Ostasienmeisterschaft 2019. Mit dieser gewann er am Ende dann auch das Turnier, er kam hier in jeder Partie zum Einsatz. Ende 2020 folgten wieder Freundschaftsspiele sowie Mitte 2021 auch ein Qualifikationsspiel zur Weltmeisterschaft 2022. In der nächsten Zeit folgten dann auch noch weitere Freundschafts- als auch Qualifikationsspiele.
Im November wurde er dann zudem noch für den finalen Turnier-Kader seiner Mannschaft bei der Endrunde der Weltmeisterschaft 2022 nominiert.